# 持明院基輔
持明院基輔（じみょういん もとすけ、万治元年（1658年）3月11日 - 正徳4年（1714年）6月5日）は、江戸時代前期の公卿。

## 官歴
- 寛文9年（1669年）：従五位上、侍従
- 寛文11年（1671年）：正五位下
- 寛文12年（1672年）：左少将
- 延宝5年（1677年）：従四位下、左中将
- 天和元年（1681年）：従四位上
- 貞享2年（1685年）：正四位下
- 貞享4年（1687年）：従三位
- 元禄7年（1694年）：正三位
- 元禄10年（1697年）：参議
- 元禄11年（1698年）：左兵衛督、踏歌外弁
- 宝永3年（1706年）：従二位
- 正徳2年（1712年）：権中納言

## 系譜
- 父：持明院基時
- 子：持明院基雄
- 子：四辻公尚